# Ɨ̃́
Cette page contient des caractères spéciaux ou non latins. S’ils s’affichent mal (▯, ?, etc.), consultez la page d’aide Unicode.
Ɨ̃́ (minuscule : ɨ̃́), appelé I barré tilde accent aigu, est un graphème utilisé dans l’écriture du bara et de l’epena saija en Colombie. Il s’agit de la lettre Ɨ diacritée d’un tilde et d’un accent aigu.

## Représentations informatiques
Le I barré tilde accent aigu peut être représenté avec les caractères Unicode suivants :
- décomposé (latin étendu B, alphabet phonétique international, diacritiques)[1],[2],[3] :

| formes    | représentations | chaînes de caractères | points de code       | descriptions                                                              |
| --------- | --------------- | --------------------- | -------------------- | ------------------------------------------------------------------------- |
| capitale  | Ɨ̃́               | Ɨ◌̃◌́                   | U+0197 U+0303 U+0301 | lettre majuscule latine i barré diacritique tilde diacritique accent aigu |
| minuscule | ɨ̃́               | ɨ◌̃◌́                   | U+0268 U+0303 U+0301 | lettre minuscule latine i barré diacritique tilde diacritique accent aigu |